# Munster (Ierland)
Munster (Iers: An Mhumhain) is het meest zuidelijk gelegen van de vier oorspronkelijke provincies van Ierland. Het omvat de graafschappen Clare, Cork, Kerry, Limerick, Tipperary en Waterford.
De naam komt van de Keltische godin Muma. De provincie was eens verdeeld in drie koninkrijken: Ormond (in het oosten), Desmond in het zuiden en Thomond in het noorden. Deze namen bestaan alleen nog indirect (bijvoorbeeld in Ormond House, Thomond College) en worden niet meer gebruikt.
Munster had in 2006 naar schatting 1.172.170 inwoners.